# メディロム
株式会社メディロム（MEDIROM Healthcare Technologies Inc.）は、ヘルスケアスタジオの運営会社。Re.Ra.Ku（リラク）を運営している。

## 沿革
- 2000年7月13日 - 設立[3]
- 2017年1月1日 - 株式会社リラクから株式会社メディロムに社名変更[4]
- 2020年12月29日 - アメリカの取引所のNASDAQに上場[5]

## 参照
1. ↑  MEDIROM HEALTHCARE TECHNOLOGIES INC. CONSOLIDATED STATEMENTS OF INCOMEFOR THE YEARS ENDED DECEMBER 31, 2020 AND 2019
2. ↑  サービス | MEDIROM
3. ↑  会社概要 | MEDIROM
4. ↑  リラク、社名変更のお知らせ｜株式会社メディロムのプレスリリース
5. ↑  メディロム、2020年12月29日にNasdaq新規上場 〜ヘルスケアリーディングカンパニーとして世界へチャレンジ〜 | MEDIROM